# Tata (Marokko)

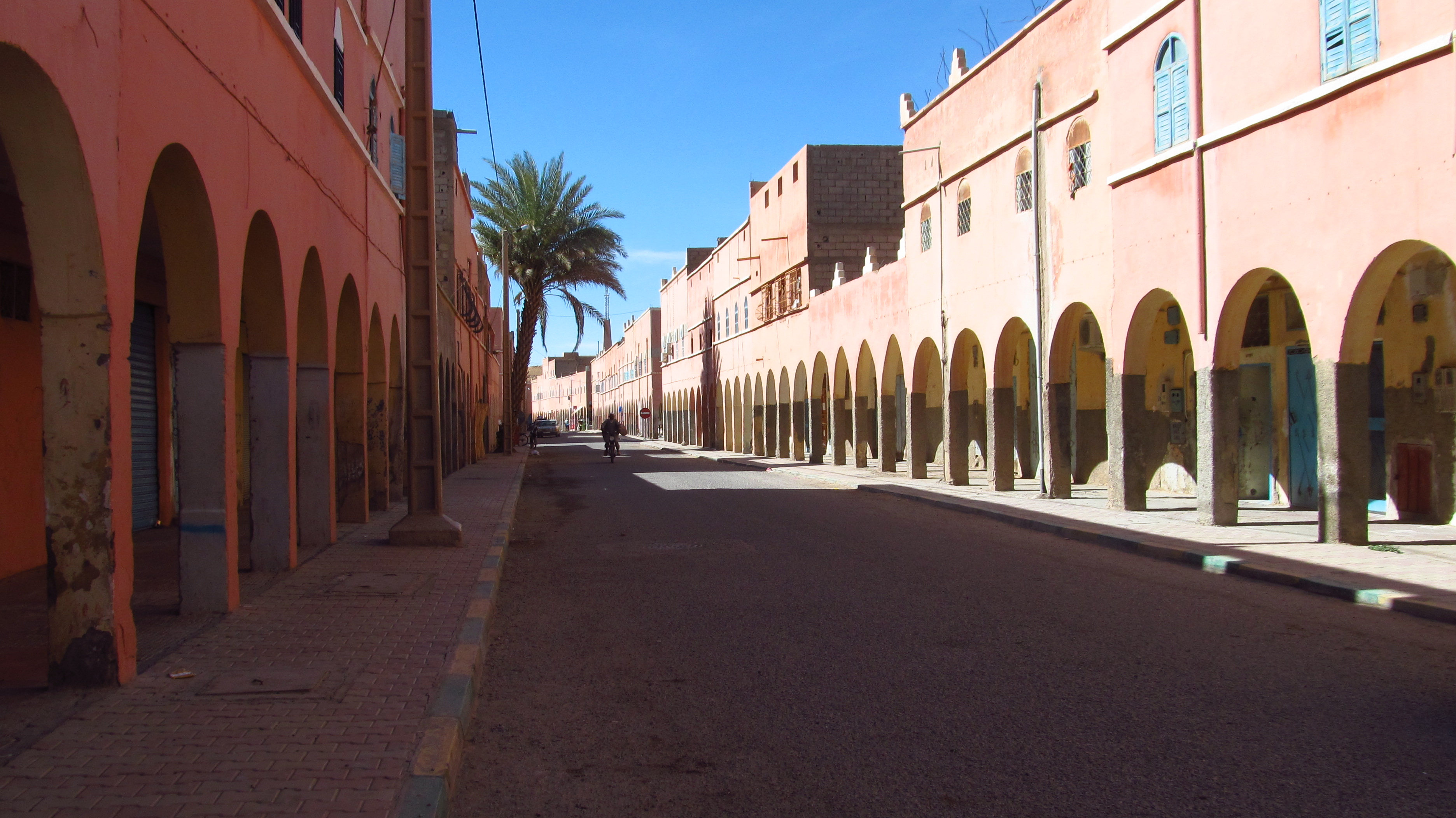
Hauptstraße mit schattenspendenden Arkadenhäusern im Zentrum von Tata

Tata (arabisch طاطا, Taschelhit ⵟⴰⵟⴰ) ist eine Oasenstadt mit etwa 20.000 Einwohnern (überwiegend Berber) und Hauptstadt der Provinz Tata in der Region Souss-Massa im Süden von Marokko.

## Lage und Klima
Tata liegt südlich des Antiatlas in einer Höhe von nur etwa 690 m am Rand eines fruchtbaren Oasentals. Wichtige Straßenverbindungen sind die N 12 (neu EN 17), die – aus Richtung Guelmim im Westen kommend – nach Foum Zguid führt, und die R 109 (neu RN 7), die wenige Kilometer östlich von Taroudannt beginnt und den gesamten Antiatlas von Nord nach Süd quert. Das Klima ist wüstenartig; Regen (ca. 170 mm/Jahr) fällt – wenn überhaupt – nur in den Wintermonaten. Im September 2024 regnete es im Süden Marokkos innerhalb von zwei Tagen so viel wie sonst in einem ganzen Jahr.

## Bevölkerung
| Jahr      | 1994   | 2004   | 2014   | 2024   |
| Einwohner | 12.549 | 15.239 | 18.611 | 19.544 |

Die Bevölkerung der Stadt besteht nahezu ausschließlich aus Angehörigen verschiedener Berberstämme der Umgebung. Die meisten sind – wegen ausbleibender Regenfälle in ihren Heimatdörfern, aber auch aus soziokulturellen Gründen (Hoffnung auf Arbeit, Verbesserung der materiellen Lebensbedingungen und der Gesundheitsvorsorge, bessere Möglichkeiten zur schulischen Ausbildung der Kinder etc.) – verstärkt seit den 1970er Jahren in die Städte abgewandert.

## Wirtschaft
In früherer Zeit bildeten die Oasen nördlich des Ortes die Lebensgrundlage der sich mit nahezu allem selbst versorgenden Bevölkerung. Dies änderte sich langsam während der Zeit des französischen Protektorats (1912–1956). Heute ist Tata die Hauptstadt der gleichnamigen Provinz und ein wichtiges Verwaltungszentrum im äußersten Süden Marokkos. Unweit der – über weite Strecken niemals eindeutig bestimmten und deshalb strittigen – Grenze zu Algerien gelegen, ist die Umgebung von Tata ein wichtiger Militärstandort mit einem etwa 20 km westlich gelegenen Luftwaffenstützpunkt, dessen Start- und Landebahn aber auch zivil genutzt wird. In den letzten Jahren wird die Stadt auch bei Touristen, die mit dem eigenen Wohnmobil unterwegs sind, immer beliebter.

## Oasen

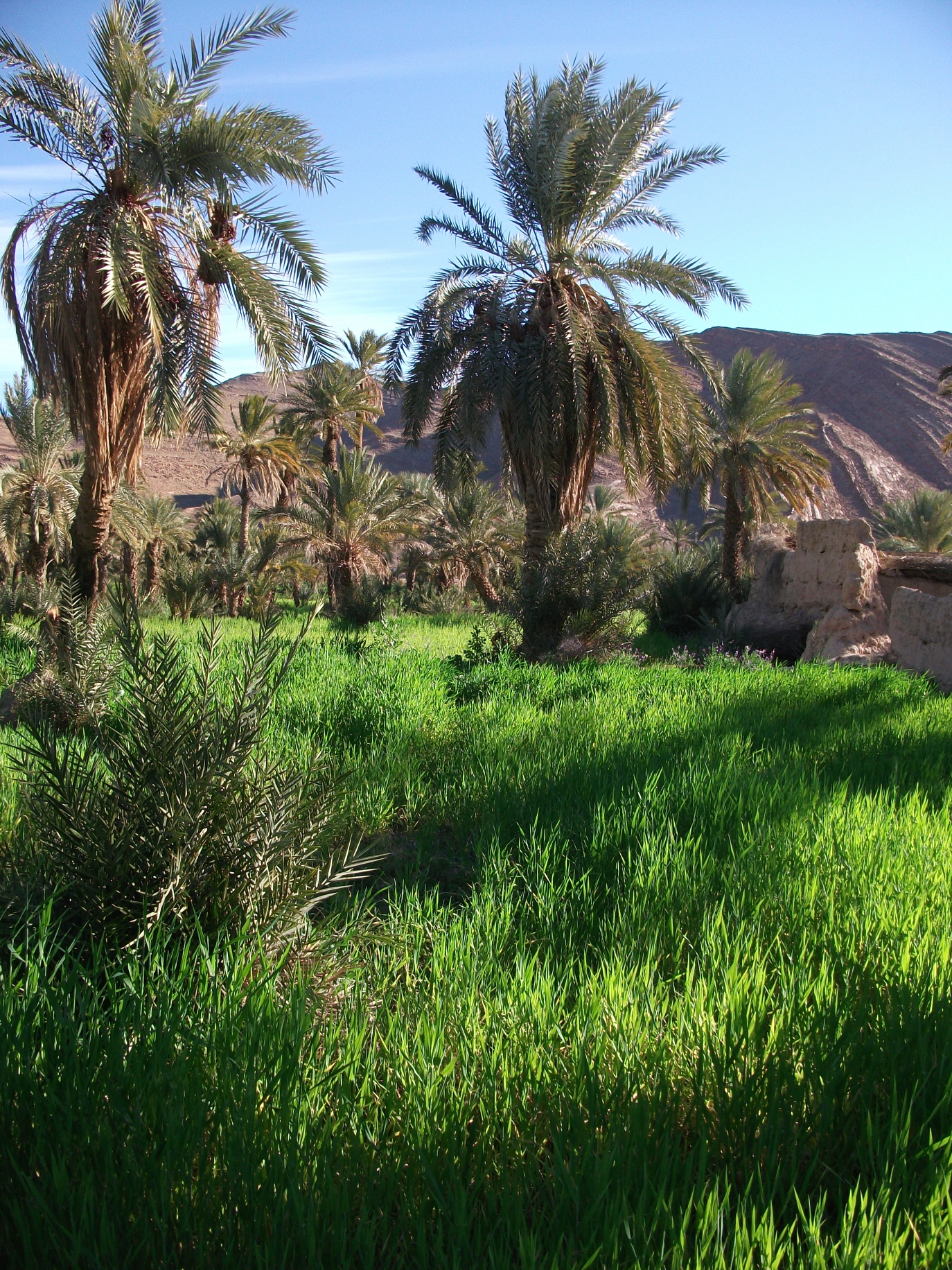
Oasenlandschaft mit zerfallenden Lehmbauten nördlich von Tata

Da Tata über keine kulturhistorisch bedeutsamen Sehenswürdigkeiten verfügt und der gesamte Ort weitgehend neu gestaltet wurde, sind es die sich Richtung Norden, d. h. in Richtung des ca. 3 km entfernten größeren Dorfes Agadir Lehne, ausbreitenden Oasen, die einen kurzen Ausflug lohnen. Der Anblick von üppigem Grün der bewässerten Anbauflächen (Gerste, Bohnen, Gemüse) in den Monaten Januar bis März lässt das äußerst trockene und heiße, beinahe wüstenartige Klima im Rest des Jahres vergessen.

## Petroglyphen
In der weiteren Umgebung von Tata (z. B. im Gebiet des Jbel Bani) finden sich Felsritzungen (siehe Weblink) mit vielen Tierdarstellungen, darunter auch Elefanten, Nashörner und Strauße, die einstmals in dieser Region gelebt haben müssen und wahrscheinlich von den Schöpfern der Bilder gejagt wurden. Auch einige abstrakte Motive (Kreise) sind zu finden. Über das Alter der Petroglyphen besteht noch weitgehend Unklarheit – Schätzungen zufolge liegt es zwischen 5000 und 20000 Jahren. Ohne ortskundige Führer sind die Felsbilder allerdings kaum zu finden.